# Orthotrichum iwatsukii
Orthotrichum iwatsukii là một loài rêu trong họ Orthotrichaceae. Loài này được Ignatov mô tả khoa học đầu tiên năm 2001.